# Сардаб-Гуні
Сардаб-Гуні (перс. سرداب هوني) — село в Ірані, у дегестані Чубар, у бахші Хавік, шагрестані Талеш остану Ґілян. За даними перепису 2006 року, його населення становило 38 осіб, що проживали у складі 12 сімей.

## Клімат
Середня річна температура становить 12,25°C, середня максимальна – 26,85°C, а середня мінімальна – -2,14°C. Середня річна кількість опадів – 691 мм.
| Клімат поселення                              | Клімат поселення | Клімат поселення | Клімат поселення | Клімат поселення | Клімат поселення | Клімат поселення | Клімат поселення | Клімат поселення | Клімат поселення | Клімат поселення | Клімат поселення | Клімат поселення | Клімат поселення |
| Показник                                      | Січ.             | Лют.             | Бер.             | Квіт.            | Трав.            | Черв.            | Лип.             | Серп.            | Вер.             | Жовт.            | Лист.            | Груд.            |                  |
| Середній максимум, °C                         | 9,32             | 8,68             | 10,43            | 15,29            | 19,99            | 24,59            | 26,85            | 26,42            | 21,83            | 18,11            | 13,27            | 9,67             |                  |
| Середня температура, °C                       | 3,91             | 3,28             | 5,02             | 9,88             | 14,57            | 19,17            | 22,69            | 22,26            | 17,68            | 13,96            | 9,10             | 5,50             |                  |
| Середній мінімум, °C                          | −1,51            | −2,14            | −0,4             | 4,47             | 9,16             | 13,75            | 18,52            | 18,07            | 13,51            | 9,79             | 4,93             | 1,34             |                  |
| Норма опадів, мм                              | 52               | 50               | 65               | 58               | 53               | 32               | 15               | 31               | 76               | 118              | 80               | 61               |                  |
| Середньомісячна швидкість вітру, м/с          | 2.30             | 2.53             | 2.43             | 2.58             | 2.30             | 2.26             | 2.58             | 2.38             | 2.10             | 2.00             | 2.17             | 2.10             |                  |
| Середньомісячна сонячна радіація, кДж/м²·день | 6912             | 9317             | 11372            | 15699            | 19474            | 22072            | 23127            | 19552            | 15825            | 10852            | 8264             | 6501             |                  |
| --------------------------------------------- | ---------------- | ---------------- | ---------------- | ---------------- | ---------------- | ---------------- | ---------------- | ---------------- | ---------------- | ---------------- | ---------------- | ---------------- | ---------------- |
| Джерело:                                      |                  |                  |                  |                  |                  |                  |                  |                  |                  |                  |                  |                  |                  |